# 야마나카성

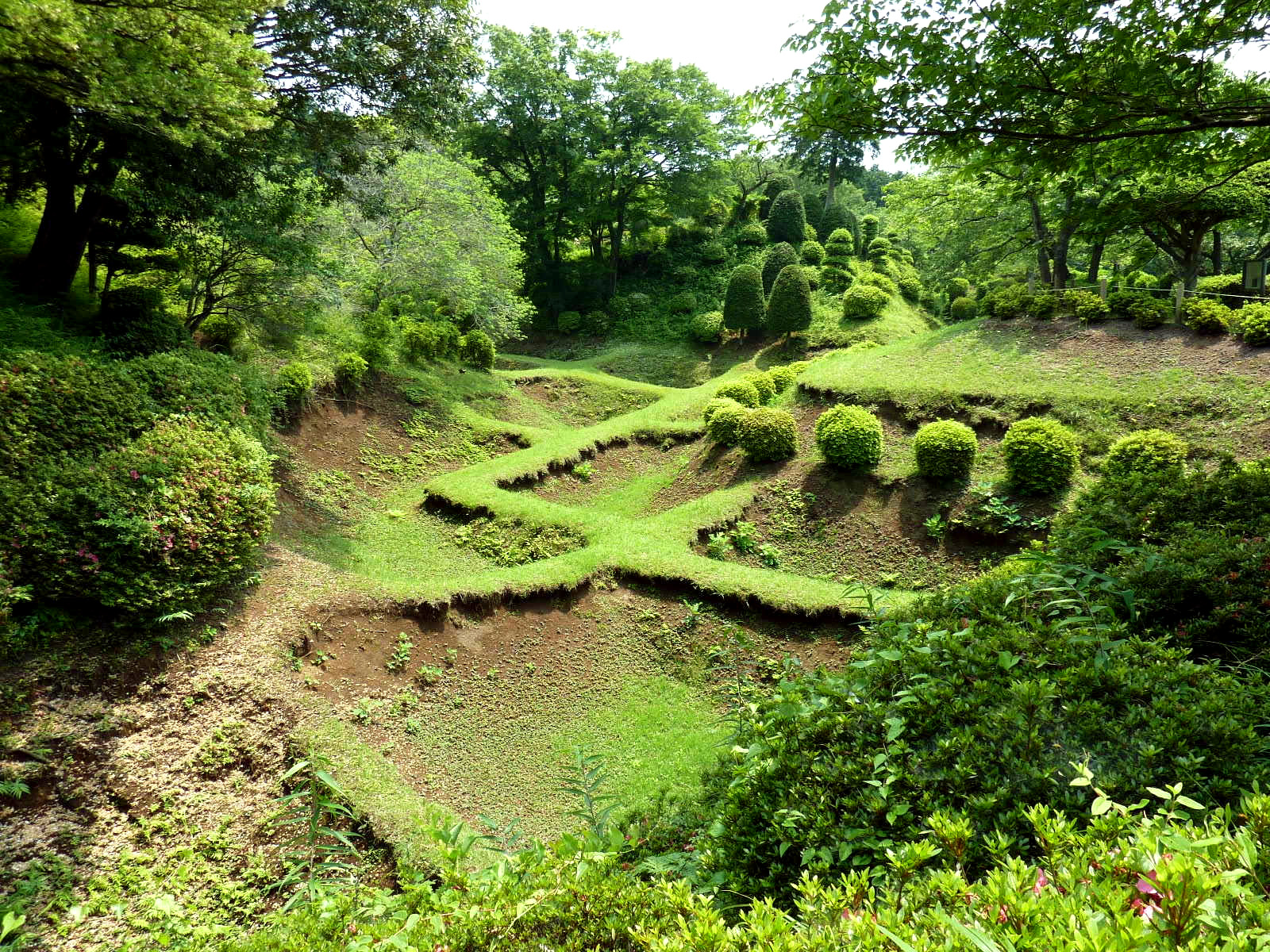
야마나카성

야마나카성(山中城 야마나카조[*])은 일본 시즈오카현 미시마시에 있던 성이다. 현재는 국가 사적으로 지정되어 있다.